# Standbeeld koningin Wilhelmina (Brielle)

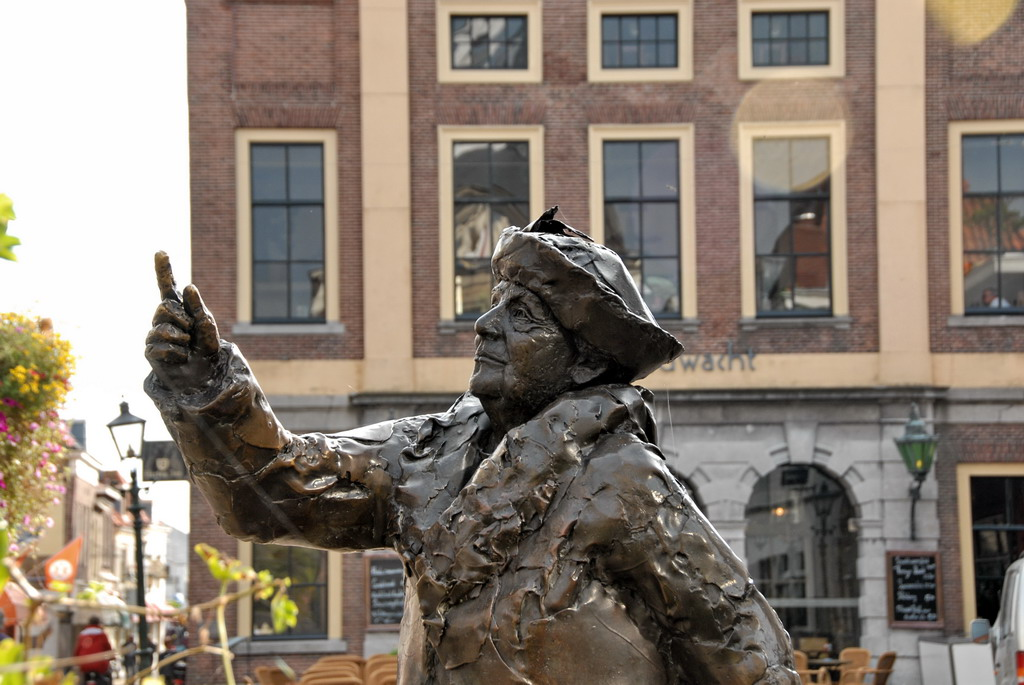
Wilhelmina te Brielle

Het Standbeeld van koningin Wilhelmina staat in Brielle op de Nobelstraat - Markt. Het beeld is gemaakt van brons door de Iers-Nederlandse kunstenares Carol van den Boom-Cairns. Het beeld was aanvankelijk gemaakt voor een tentoonstelling op het provinciehuis van Zuid-Holland en werd in 1985 in groter formaat geplaatst in Brielle. Het beeld werd geplaatst ter gelegenheid van de veertigste bevrijdingsdag na de Tweede Wereldoorlog en toont koningin Wilhelmina toen zij uit Londen teruggekeerd weer voet op Nederlandse bodem zette.
De gemeente Brielle wilde met de plaatsing van dit monument ook de bijzondere band tussen de stad en het Oranjehuis benadrukken. Brielle werd als eerste Hollandse stad door de geuzen in 1572 bevrijd en drie jaar later trouwde Willem van Oranje er met Charlotte van Bourbon. Koningin Wilhelmina zelf bezocht de stad in 1922.
Een kleinere kopie van dit beeld bevindt zich in het Verzetsmuseum Zuid-Holland.